# 高俣村
高俣村（たかまたそん）は、山口県阿武郡にあった村。現在の萩市北東部、山口市と阿武町に挟まれた区域にあたる。

## 地理
- 山岳：権現山、高津山、伏馬山、滑山、白浜山、京長岳、津々良ヶ岳

## 歴史
- 1889年（明治22年）4月1日 - 町村制の施行により、高佐上村・高佐下村・片俣村の区域をもって発足。
- 1955年（昭和30年）4月1日 - 吉部村と合併してむつみ村が発足。同日高俣村廃止。